# فنجاني قطبي جنوبي
فنجاني قطبي جنوبي (الاسم العلمي:Peziza antarctica) هو نوع من الفطريات يتبع جنس الفنجاني من فصيلة الفنجانية.